# Pintor de Gámedes
El Pintor de Gámedes fue un pintor beocio de vasos de figuras negras, activo en el segundo cuarto del siglo VI a. C.
Recibió su nombre del enócoe de París firmado por el alfarero Gámedes. La composición representa a un pastor con su rebaño pastando, lo que lo convierte en una de las primeras representaciones de este género en el arte griego. Se discute si el alfarero y el pintor eran la misma persona.
El pintor es uno de los más originales en la pintura de vasos beocios del estilo de figuras negras, y todavía se le puede asignar, por motivos estilísticos, la pintura de un cántaros de Atenas  decorado por un lado con dos jinetes y por el otro con dos vacas y terneros.